# Coppa Latina 2001 (hockey su pista)
La Coppa Latina 2001 è stata la 19ª edizione dell'omonima competizione europea di hockey su pista riservata alle squadre nazionali. Il torneo ha avuto luogo dall'11 al 12 marzo 2001.
La vittoria finale è andata alla nazionale del Portogallo che si è aggiudicata il torneo per la nona volta nella sua storia.

## Formula
La Coppa Latina 2000 vede la partecipazione delle nazionali della Francia, dell'Italia, del Portogallo e della Germania. La manifestazione fu organizzata con la formula delle final four con semifinali e finali ad eliminazione diretta.

## Risultati

### Semifinali
| Lourinhã 11 marzo 2001 | Portogallo | 10 – 0 | Germania |  |

| Lourinhã 11 marzo 2001 | Italia | 3 – 4 | Francia |  |

### Finale 3º/4º posto
| Lourinhã 12 marzo 2001 | Germania | 2 – 3 | Italia |  |

### Finale 1º/2º posto
| Lourinhã 12 marzo 2001 | Portogallo | 8 – 1 | Francia |  |